# Cecelia Ahern
Cecelia Ahern (Dublin, Irlanda, 30 de setembro de 1981) é uma escritora irlandesa. Cecelia, que vive em Dublin, alcançou grande sucesso com seus cinco romances já publicados, além de ter vários contos incluídos em antologias. Seus livros já ultrapassaram a marca de seis milhões de vendas e foram traduzidos em mais de 45 línguas.

## Biografia
Cecelia Ahern é filha do Ex Taoiseach irlandês, Bertie Ahern. É formada em jornalismo e multimídia pelo Griffith College Dublin. Sua irmã mais velha, Georgina Ahern, é casada com Nicky Byrne, da banda pop irlandesa Westlife.
Em 2000, Cecelia fazia parte do grupo pop Shimma, que terminou em terceiro lugar na final irlandesa do Festival Eurovisão da Canção.
Aos vinte e um anos, seu primeiro romance, PS. Eu Te Amo, tornou-se o bestseller mais vendido na Irlanda (por 19 semanas), Reino Unido, EUA, Alemanha e Holanda. O livro foi adaptado para o cinema, numa produção dirigida por Richard LaGravenese. . Seu segundo livro, Onde Terminam os Arco-íris foi o vencedor do CORINE Award alemão. Cecelia tem também contribuído escrevendo contos em livros editados por organizações beneficentes sem fins lucrativos.

### Romances
- P.S. I Love You. 2004 (No Brasil, P.S. Eu te amo. Em Portugal, P.S. Eu amo-te)
- Where Rainbows End. 2004 (No Brasil, Onde termina o arco íris. Em Portugal, Para Sempre, Talvez)
- If You Could See Me Now. 2005 (No Brasil, Se Você me Visse Agora. Em Portugal, Se Me Pudesses Ver Agora)
- A Place Called Here. 2006 (No Brasil, Aqui é o Melhor Lugar. Em Portugal, Um Lugar Chamado Aqui)
- Thanks of The Memories. 2007 (No Brasil, As suas Lembranças são as Minhas. Em Portugal, Obrigada pelas Recordações)
- The Gift. 2008 (No Brasil, O Presente. Em Portugal, A Prenda)
- The Book of Tomorrow. 2009 (No Brasil e em Portugal, O Livro do Amanhã)
- Girl in The Mirror. 2011 (Ainda não publicado no Brasil. Em Portugal, A Rapariga e o Espelho)
- The Time of My Life. 2011 (No Brasil, A Vez da Minha Vida. Em Portugal, O Meu Encontro com a Vida)
- One Hundred Names. 2012 (No Brasil, A Lista. Ainda não publicado em Portugal)
- How to Fall in Love. 2013 (No Brasil, Como se Apaixonar. Em Portugal, Amor da Tua Vida)
- The Year I met You. 2014 (No Brasil, O Ano que te Conheci)
- The Marble Collector. 2015 (No Brasil, O Colecionador de Memórias)
- Lyrebird. 2016
- Flawed. 2016 (No Brasil, Imperfeitos)
- Perfect 2017
- Postscript 2019
- Freckles 2021

### Contos
- Next Stop: Table For Two em "Short and Sweet", 2005
- 24 Minutes em "Moments", 2004
- The Calling em "Irish Girls Are Back In Town", 2005
- The End em "Girls' Night In / Ladies' Night", 2006

## Adaptações
- P.S. I Love You (2007)
- Love, Rosie (2014)